# Y (řeka)
Y (rusky Ы) je řeka na severu Ruska. Teče na území Archangelské oblasti a republiky Komi zhruba východně od svého zdroje ve Vernětojemském okrese.
Je dlouhá přibližně 35 km (21,7 mil). Vlévá se do řeky Vaška.